# Rävsvenstjärnen
Rävsvenstjärnen är en sjö i Ljusdals kommun i Hälsingland och ingår i Ljusnans huvudavrinningsområde. Sjön har en area på 0,077 kvadratkilometer och ligger 222 meter över havet.

## Delavrinningsområde
Rävsvenstjärnen ingår i det delavrinningsområde (685194-148701) som SMHI kallar för Inloppet i Skålsjön. Medelhöjden är 291 meter över havet och ytan är 11,72 kvadratkilometer. Det finns inga avrinningsområden uppströms utan avrinningsområdet är högsta punkten. Vattendraget som avvattnar avrinningsområdet har biflödesordning 4, vilket innebär att vattnet flödar genom totalt 4 vattendrag innan det når havet efter 154 kilometer. Avrinningsområdet består mestadels av skog (95 procent). Avrinningsområdet har 0,08 kvadratkilometer vattenytor vilket ger det en sjöprocent på 0,7 procent.